# Farkasházy Jenő
Farkasházi Farkasházy Jenő (szül: farkasházi Fischer Jenő) (Székesfehérvár, 1861. március 29. – Herend, 1926. május 4.) porcelángyáros, keramikus, művészettörténeti író. Fivére, farkasházi Farkasházy Zsigmond (1874-1928) politikus, újságíró, országgyűlési képviselő, ügyvéd.

## Élete
A nemesi származású zsidó farkasházi Fischer család tagja, farkasházi Fischer Mór és Salzer Mária unokája. Édesapja farkasházi Fischer Dezső (1827–1914) és édesanyja Pressburger Mária volt. Tanulmányait az École des Beaux-Arts-ban végezte, ahol nyolc év alatt a porcelángyártás szinte minden csínját-bínját elsajátította. Miután ismereteit még Angliában és Németországban bővítette, az ungvári porcelángyárnál működött, 1897-től kezdve azonban tudását és munkaerejét a herendi gyárban kamatoztatta. Ott folytatta, ahol nagyapja abbahagyta, a régi kínai, japán, meißeni, bécsi és sèvresi mintákra támaszkodó herendi zsánert követte, és e téren oly eredményeket ért el, melyekben a gyár régi tradíciói újraéledtek. Az 1900. évi párizsi világkiállítás idejében modern formák és technikák ihlették meg. Nagy sikere volt a coulé és pâte-sur-pâte díszítésű porcelánjaival, amelyeket ő tervezett, és festett. Irodalmi téren is működött, két nagyobb monográfiát írt: Palissy élete és művei (1887), A Della Robbia család (1896). Mint a herendi porcelángyár részvénytársaság vezérigazgatója halt meg.
1904. szeptember 7-én farkasházi Fischer Mór unokái, farkasházi Fischer Hugó, farkasházi Fischer Jenő, dr. farkasházi Fischer Zsigmond (1874–1928) ügyvéd, országgyűlési képviselő és farkasházi Fischer Sándor hadnagy engedélyt kaptak I. Ferenc József magyar királytól Fischer vezetéknevük megváltoztatására Farkasházyra, a nemesi előnevüket, a farkasházit, megtartva. Farkasházy Jenő 1926. május 4.-én hunyt el Herenden leszármazottak nélkül.